# Cunduo Haizi
Cunduo Haizi (kinesiska: 寸多海子) är en sjö i Kina. Den ligger i provinsen Sichuan, i den sydvästra delen av landet, omkring 390 kilometer sydväst om provinshuvudstaden Chengdu. I omgivningarna runt Cunduo Haizi växer i huvudsak blandskog.
Genomsnittlig årsnederbörd är 1 203 millimeter. Den regnigaste månaden är juli, med i genomsnitt 311 mm nederbörd, och den torraste är november, med 2 mm nederbörd.